# Nebmaatre (fill de Ramsès IX)
Nebmaatre (Nb m3ˁt Rˁ, "El Senyor de la Veritat és Re") va ser un príncep egipci de i Summe sacerdot de Re a Heliòpolis durant la dinastia XX. Probablement era fill de Ramsès IX (1129-1111 aC), ja que s'esmenten junts a la llinda d'una porta d'un temple d'Heliopolis. Era germà del príncep Mentuherkhepshef, titular de la preciosa tomba KV19, i segurament també del faraó Ramsès X.
A més del títol habitual de Summe sacerdot de Ré, "el més gran dels vidents de Ra-Atem", també portava les variants del títol: "el més gran dels vidents d'Heliopolis" (Wr-m3w-Jwnw) i "el primer dels grans vidents d'Heliopolis" (Wr-m3w-wr-n-Jwnw).